# Dorylus orientalis
Dorylus orientalis é uma espécie de formiga do gênero Dorylus.